# August Klughardt
August Klughardt est un pianiste et compositeur allemand, né à Köthen le 30 novembre 1847 et mort à Dessau le 3 août 1902.

## Biographie
Klughardt, qui est né à Köthen, a pris ses premières leçons de piano et de solfège à l'âge de 10 ans. Bientôt, il commence à composer ses premiers morceaux, qui ont été joués par un cercle de musique que Klughardt avait fondé à l'école. En 1863, sa famille a déménagé à Dessau. Un an plus tard, Klughardt faisait ses débuts comme pianiste.
Après avoir achevé ses études, il s'est installé à Dresde en 1866. Là, il a pris d'autres leçons et fait connaître ses compositions au public pour la première fois. Un an plus tard, il a commencé à gagner sa vie en tant que chef d'orchestre. Dans un premier temps, il a travaillé au théâtre municipal de Posen (Poznań) pendant une saison, puis à Neustrelitz pour une autre saison, et enfin à Lübeck pendant plusieurs mois. De 1869 à 1873, il a travaillé au théâtre de la cour de Weimar. Là, il a fait connaissance de Franz Liszt, rencontre qui a été très importante pour son développement créatif. En 1873, il est retourné à Neustrelitz où il est devenu chef d'orchestre. Il a été nommé directeur en 1880. En 1876, il a assisté au premier Festival de Bayreuth.
De 1882 à la fin de sa vie, il a été directeur de la musique à la cour de Dessau. En 1892 et 1893, il a dirigé Der Ring des Nibelungen de Richard Wagner. Il a reçu de nombreuses distinctions dans ses dernières années : il a été nommé membre de l'Académie des arts de Berlin en 1898 et il a été fait docteur honoris causa par l'Université d'Erlangen. Il a également été sollicité pour diriger la Singakademie de Berlin, mais il a refusé cette offre. Klughardt est mort subitement à Roßlau à l'âge de 54 ans.

## Œuvres
Il a composé 5 symphonies, 4 opéras ainsi que des pièces de musique de chambre.
Symphonies
- Waldleben, symphonie (1871)
- Symphonie nº 1, Op. 27 Lenore (1873)
- Symphonie nº 2 en fa mineur, Op. 34 (1876)
- Symphonie nº 3 en ré majeur, Op. 37 (ca. 1880)
- Symphonie nº 4 en ut mineur, Op. 57 (1897)
- Symphonie nº 5 en ut mineur, Op. 71 (1897, arrangement du Sextet opus 58)

Autres œuvres pour orchestre
- Sophionisbe, ouverture, Op. 12 (1869)
- Die Wacht am Rhein. Siegesouvertüre, Op. 26 (1871)
- Suite en la mineur, Op. 40 (1883)
- Auf der Wanderschaft, suite, Op. 67 (1896, initialement pour piano)
- Concerto pour violon en ré majeur, Op. 68 (ca. 1895)
- Concerto pour violoncelle en la mineur, Op. 59 (ca. 1890)[1]
- Konzertstück pour hautbois et orchestre en fa majeur, Op. 18 (ca. 1870)
- Romance pour clarinette basse et orchestre

Opéras
- Mirjam, Op. 15 (ca. 1870)
- Iwein, Op. 35 (1877/78)
- Gudrun, Op. 38 (1883)
- Die Hochzeit des Mönchs, Op. 48 (ca. 1885)

Autre musique vocale
- Die Zerstörung Jerusalems, oratorio (ca. 1898)
- Judith, oratorio (ca. 1900)

Musique de chambre
- Quatuor à cordes en fa majeur, Op. 42 (ca. 1883)
- Quatuor à cordes en ré majeur, Op. 61 (ca. 1890)
- Quintette à cordes en sol mineur, Op. 62 (ca. 1890)
- Sextet à cordes en do dièse mineur, Op. 58 (ca. 1890)
- Trio avec piano en si bémol majeur, Op. 47 (ca. 1885)
- Quintette avec piano en sol mineur, Op. 43 (ca. 1883)
- Schilflieder, 5 Fantasiestücke d'après des poèmes de Lenau pour piano, hautbois et viole, Op. 28 (1872)
- Quintette à vents en do majeur, Op.79 (ca. 1898)

## Sources
- (en) Cet article est partiellement ou en totalité issu de l’article de Wikipédia en anglais intitulé « August Klughardt » (voir la liste des auteurs).